# Jean Binet
Jean Binet (* 17. Oktober 1893 in Genf; † 24. Februar 1960 in Trélex) war ein Schweizer Komponist und Musiker. Er gründete 1919 in New York die erste Emile-Jacques-Dalcroze-Schule.

## Leben und Werk
Jean Binet besuchte das humanistische Gymnasium in Genf. Nach der Matura nahm er am Institut von Émile Jaques-Dalcroze Orgelunterricht bei Otto Barblan und William Montillet sowie Kompositionsunterricht bei George Templeton Strong. Zudem studierte er Musiktheorie am Konservatorium in Genf. Während des Ersten Weltkriegs absolvierte er ein Rhythmusstudium am Jaques-Dalcroze-Institut. 1919 erhielt Binet ein Lehrdiplom, das es ihm ermöglichte, die Jaques-Dalcroze-Methode weltweit zu lehren. Anschliessend studierte er bei Nadia Boulanger in Paris.

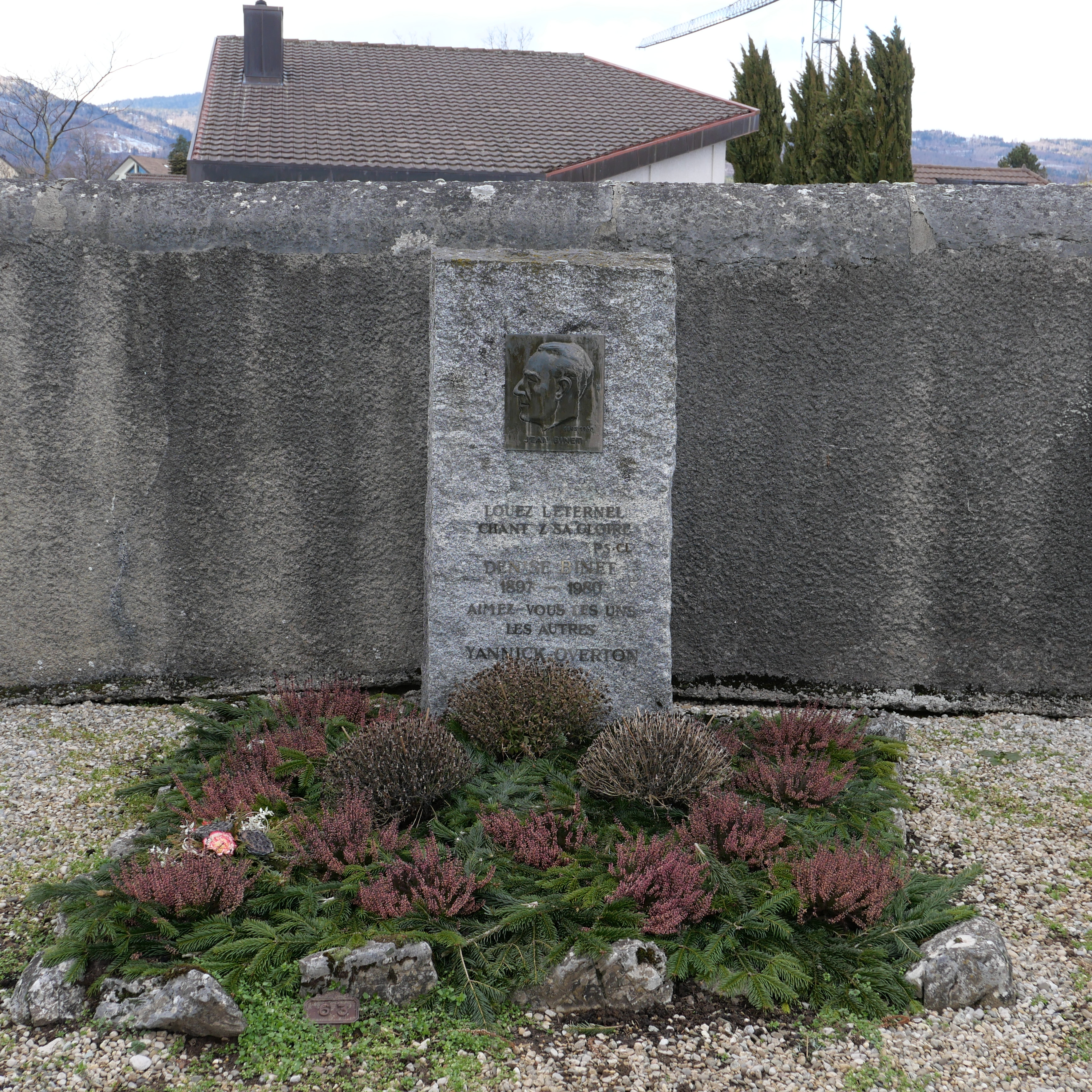
Grab auf dem Friedhof in Trélex.

In New York unterrichtete er Rhythmus und befreundete sich mit Ernest Bloch, der sein Kompositionslehrer wurde. Als Bloch 1921 die Leitung des Cleveland Institute of Music übernehmen sollte, beauftragte er Binet, an der Einrichtung Eurhythmik und Theorie nach der Jaques-Dalcroze-Methode zu lehren. Binet beteiligte sich 1921 zusammen mit Bloch an der Gründung des Conservatory of Cleveland  in Ohio, wo seine ersten Werke, Arienfolge und beliebte Schweizer Tänze, entstanden.
1922 heiratete er die aus Genf stammende Malerin und Textilkünstlerin Denise, geborene Bourcart (* 17. Oktober 1897 in Genf; † 18. März 1980 in Trélex). Zusammen hatten sie drei Kinder.
Das Ehepaar kehrte 1923 nach Europa zurück, wo es sich in Brüssel niederliess und Binet seine ersten bedeutenden Werke komponierte, so die Suite für neun Instrumente, die sechs Melodien nach Texten von Clément Marot und die vier Lieder von Charles-Ferdinand Ramuz. Zudem komponierte er für sein Streichquartett und unterrichtete an der Decroly-Schule Rhythmus.
1929 erfolgte die Rückkehr in die Schweiz, wo er in Trélex ein Haus kaufte und sich ganz der Komposition widmete. Seine Frau richtete sich im Haus eine Werkstatt mit einem Handwebstuhl ein. Zudem pflegte sie Kontakt mit Malern aus der Region, etwa zu Théodore Strawinsky, Eric Poncy (1903–1983) und Bodjol (Walther Grandjean) (1919–2006).

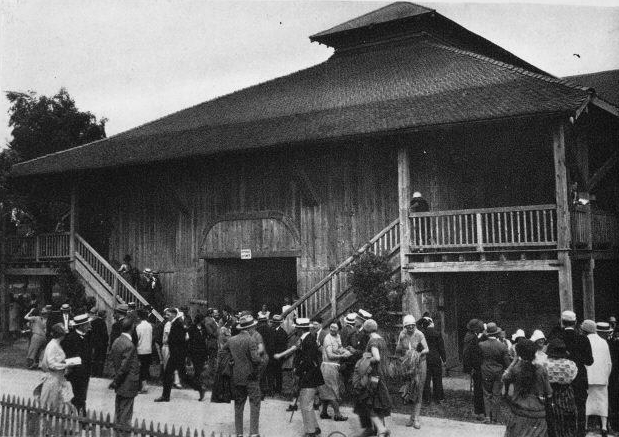
1921, Das Théâtre du Jorat in Mézières.

Binet unterrichtete als Komponist ausschliesslich Ballette, Orchester-, Kammermusik-, Vokal- und Klavierwerke. Seine symphonischen Werke wurden alle von Ernest Ansermet und dem Westschweizer Orchester uraufgeführt. Zudem schrieb Binet für zahlreiche Theaterbühnen die Musik und arbeitete mit René-Louis Piachaud, René Morax und Jean Villard zusammen.
Jean Binet gründete zusammen mit Henri Brolliet, André de Blonay und André-François Marescotti den zeitgenössischen Kammermusikverein «Le Carillon». Der Verein war in Genf von 1933 bis 1937 aktiv und brachte insbesondere Meisterwerke von Bartók, Berg, Roussel, Strawinsky und Schönberg zur Aufführung. Darüber hinaus engagierte sich Binet in der lokalen Kulturpolitik sowie als Mitarbeiter in den Gremien des Genfer Konservatoriums. Zudem war er Mitglied des Schweizerischen Musikerverbands und von 1932 bis 1960 Mitglied der Programmkommission von Radio Suisse Romande.
Obwohl Binet während des Zweiten Weltkrieges von seinen im Übrigen in Europa lebenden Musikerfreunden abgeschnitten war, komponierte er weiter. Zudem begann er Musik für das Radio zu schreiben, insbesondere für Hörspiele. So arbeitete er mit dem Schriftsteller und Dramatiker William Aguet (1892–1965) zusammen. Für das 1960 aufgeführte Theaterstück Grange aux Roud mit Jean Villard am Théâtre du Jorat in Mézières schrieb Binet die Musik.
Jean Binet war von 1951 bis 1960 Präsident der Schweizerischen Gesellschaft für die Rechte der Urheber musikalischer Werke (SUISA) und erhielt 1955 den Komponistenpreis des Schweizerischen Tonkünstlervereins.